# Chesterfield (Zigarettenmarke)
| Inhaltsstoffe einer Zigarette | Inhaltsstoffe einer Zigarette                                                                      |
| Chesterfield Blue             | Chesterfield Blue                                                                                  |
| ----------------------------- | -------------------------------------------------------------------------------------------------- |
| Kondensat/Teer:               | 6 mg                                                                                               |
| Nikotin:                      | 0,6 mg                                                                                             |
| Kohlenmonoxid:                | 7 mg                                                                                               |
| Tabak- zusatzstoffe:          | Saccharose, Lakritz-Extrakt, Invertzucker, Glycerin, Stärke, Ethylcellulose, Kakaoprodukte, Wasser |
| Chesterfield Red              | |
| Kondensat/Teer:               | 10 mg                                                                                              |
| Nikotin:                      | 0,8 mg                                                                                             |
| Kohlenmonoxid:                | 10 mg                                                                                              |
| Tabak- zusatzstoffe:          | Saccharose, Lakritz Extrakt, Invertzucker, Glycerin, Stärke, Ethylcellulose, Kakaoprodukte, Wasser |

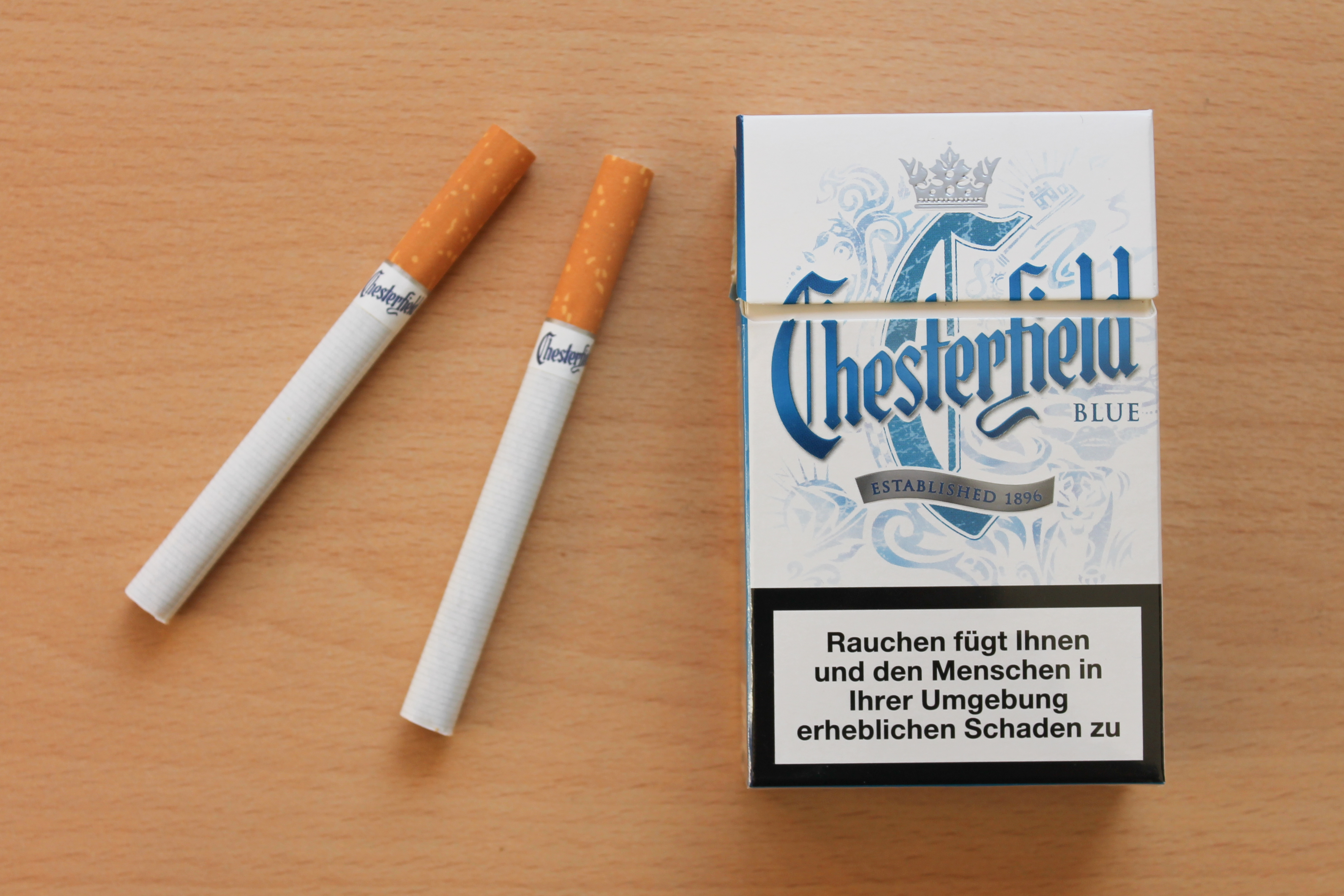
Chesterfield Blue

Chesterfield ist eine Zigarettenmarke der Altria Group (früher Phillip Morris), die seit 1873 hergestellt wird. Sie gehörte zeitweise zu den drei beliebtesten Zigarettensorten der USA. Die ungefilterte Version ist als ausgesprochen stark bekannt.
Ursprünglich wurde die Chesterfield von der Drummond Tobacco Company aus St. Louis im US-Bundesstaat Missouri entwickelt.
1873 wurde sie von der Liggett & Myers Tobacco Company (L&M), dem damals größten Kautabak-Produzenten der USA, übernommen. Nach der Erfindung und Weiterentwicklung der ersten Zigarettenmaschinen (1881) löste die maschinelle Verarbeitung mit ihren enormen Gewinnen zunächst einen heftigen Konkurrenzkampf, dann die Schlacht um das Zigarettenmonopol aus. Als Sieger ging daraus die American Tobacco Company mit James Duke hervor, der 1898 die Liggett & Myers Tobacco Company erwarb und der Marke Chesterfield im Jahr 1914 durch einen neuen Geschmack und mit veränderter Packung zur Popularität verhalf. Seit 1998 wird Chesterfield von Phillip Morris hergestellt.
Chesterfield wurde vor allem in den 1950er Jahren in den USA beliebt, da es angeblich die Lieblingsmarke von Humphrey Bogart und des Teenageridols James Dean war. Glenn Miller und der spätere US-Präsident und damalige Schauspieler Ronald Reagan machten in den 1940er bzw. 1950er Jahren Werbung für die Marke.
In Ian Flemings James-Bond-Romanen wird diese Marke öfter geraucht, so von Bond selbst (Goldfinger) oder von Felix Leiter (Feuerball).
In Deutschland wurde das Packungsdesign in den 1990er Jahren von der ursprünglich weißen Schachtel in die einer braunen Kartonage nachempfundene Hülle verändert. Neben der Originalmarke gab es zusätzlich nun auch eine „Light“-Variante mit blauem statt rotem Etikett.
Seit Verbot des „Lights“-Begriffs für Zigaretten kehrte man auch Anfang der 2000er Jahre zur ursprünglichen Gestaltung zurück.

## Chesterfield im Motorradsport
Die Zigarettenmarke Chesterfield war von 1987 bis 1994 Hauptsponsor des Motorradteams „BYRD“ (Belgarda Yamaha Racing Division) bei der Rallye Paris–Dakar. Das Konkurrenzteam „Yamaha Sonauto“ wurde von der Zigarettenmarke Gauloises gesponsert. Die bekanntesten Fahrer des Teams sind Gilles Lalay (1992 bei der Kapstadt-Rallye tödlich verunglückt), Cyril Neveu (1. Sieger der Dakar-Rallye auf einer Yamaha XT 500, insgesamt fünf Siege bei der Rallye Paris–Dakar) und Franco Picco (der „ewige Zweite“ der Rallye).
Darüber hinaus entstand unter dem Namen „Chesterfield-Scout“ eine Zusammenarbeit mit dem Endurosport auf eher privater Ebene. So gab es z. B. bei Yamaha 1989 eine „Chesterfield DT“ mit 125 cm³, für die Yamaha XTZ 750 Super Ténéré gab es in ihrem ersten Modelljahr 1989 die Farbvariante „Chesterfield“. Auch gab es eine Aprilia RS 125 Replica mit dem Chesterfield-Schriftzug auf der Seitenverkleidung.
Auch in der Straßen-Weltmeisterschaft trat Chesterfield als Sponsor auf. Unter anderem gewann Max Biaggi auf Aprilia im „Chesterfield“-Design WM-Titel in der 250-cm³-Klasse.